# Victor Anne de Molina

Wapen van de familie Anne de Molina

Victor Xavier François Marie Ghislain Anne de Molina (Sint-Jans-Molenbeek, 23 november 1819 - Brussegem, 9 januari 1891) was een Belgisch edelman.

## Geschiedenis
- Keizerin Maria-Theresia verleende in 1750 erfelijke adel aan de broers Joseph-Adrien Anne, schepen van Dendermonde en Charles-Lambert Anne, griffier van Dendermonde.

## Levensloop
Victor Anne werd in 1871 erkend in de Belgische erfelijke adel en kreeg in 1885 vergunning om de Molina aan de familienaam toe te voegen. Hij was een zoon van jonkheer François Anne en van Marie-Josèphe de Nachtegael en trouwde in Assesse in 1847 met gravin Isabelle de Gourcy Serainchamps (1826-1859). Ze kregen zes kinderen, met afstammelingen tot heden: het geslacht Anne de Molina.